# The Essential Britney Spears
The Essential Britney Spears é o quinto álbum de compilação da cantora americana Britney Spears. O seu lançamento ocorreu em 20 de agosto de 2013 através das Jive Records e Legacy Recordings.

## Faixas
| Disco 1 |                                                   |         |  |
| N.º     | Título                                            | Duração |  |
| 1.      | "...Baby One More Time"                           | 3:31    |  |
| 2.      | "Sometimes (Radio Edit)"                          | 3:56    |  |
| 3.      | "(You Drive Me) Crazy (The Stop Remix!)"          | 3:17    |  |
| 4.      | "From the Bottom of My Broken Heart (Radio Edit)" | 4:34    |  |
| 5.      | "Oops!... I Did It Again"                         | 3:31    |  |
| 6.      | "Lucky"                                           | 3:25    |  |
| 7.      | "Stronger"                                        | 3:24    |  |
| 8.      | "I'm a Slave 4 U"                                 | 3:24    |  |
| 9.      | "I'm Not a Girl, Not Yet a Woman"                 | 3:51    |  |
| 10.     | "Overprotected (Darkchild Remix)"                 | 3:20    |  |
| 11.     | "Boys (The Co-Ed Remix) (com Pharrell Williams)"  | 3:46    |  |
| 12.     | "Me Against the Music (Video Mix) (com Madonna)"  | 3:45    |  |
| 13.     | "Toxic"                                           | 3:19    |  |
| 14.     | "Everytime"                                       | 3:50    |  |
| 15.     | "Outrageous"                                      | 3:27    |  |

| Disco 2 |                                                            |         |  |
| N.º     | Título                                                     | Duração |  |
| 1.      | "My Prerogative"                                           | 3:33    |  |
| 2.      | "Do Somethin'"                                             | 3:23    |  |
| 3.      | "Gimme More"                                               | 4:11    |  |
| 4.      | "Piece of Me"                                              | 3:32    |  |
| 5.      | "Radar"                                                    | 3:49    |  |
| 6.      | "Break the Ice"                                            | 3:15    |  |
| 7.      | "Hot as Ice"                                               | 3:17    |  |
| 8.      | "Womanizer"                                                | 3:44    |  |
| 9.      | "Circus"                                                   | 3:11    |  |
| 10.     | "If U Seek Amy"                                            | 3:36    |  |
| 11.     | "Out from Under"                                           | 3:54    |  |
| 12.     | "3"                                                        | 3:25    |  |
| 13.     | "Hold It Against Me"                                       | 3:49    |  |
| 14.     | "Till the World Ends"                                      | 3:58    |  |
| 15.     | "I Wanna Go"                                               | 3:30    |  |
| 16.     | "Criminal"                                                 | 3:45    |  |
| 17.     | "Scream & Shout (Radio Edit) (will.i.am e Britney Spears)" | 4:13    |  |

## Histórico de lançamento
| País           | Data                  | Formatos            | Gravadora   |
| -------------- | --------------------- | ------------------- | ----------- |
| Estados Unidos | 20 de agosto de 2013  | CD download digital | Jive Legacy |
| Filipinas      | 12 de outubro de 2013 | CD download digital | Jive Legacy |